# Emily Coutts

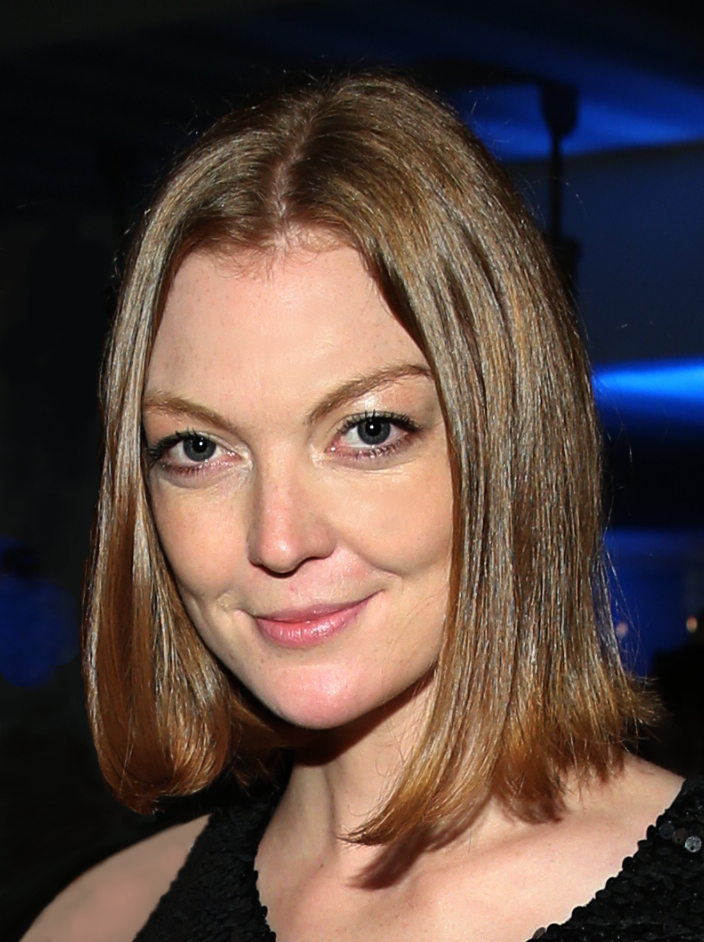
Emily Coutts (2018)

Emily Coutts (* 4. Juli 1989) ist eine kanadische Filmschauspielerin.

## Leben
Coutts wuchs in einer Kleinstadt bei Toronto auf. In Stratford, Ontario wirkte sie bereits früh als Musicaldarstellerin. Später absolvierte sie ein Schauspiel-Studium an der York University in Toronto, das sie 2011 mit einem Bachelor of Fine Arts (BFA) abschloss. 2011 hatte sie ihre erste Nebenrolle in dem Spielfilm The Bright Side of the Moon. In den nächsten Jahren folgten mehrere Gastauftritte in verschiedenen Fernsehserien, außerdem spielte sie in mehreren Kurzfilmen mit. 2015 spielte sie eine Nebenrolle in Guillermo del Toros Mystery-Horror-Film Crimson Peak sowie eine Hauptrolle in der Komödie Barn Wedding, bei der sie auch als Drehbuchautorin und Produzentin mitwirkte. 2017 bis 2024 verkörperte sie Keyla Detmer, eine wiederkehrende Nebenrolle als Brückenoffizierin in der Science-Fiction-Fernsehserie Star Trek: Discovery.

## Filmografie
Als Schauspielerin
- 2011: The Bright Side of the Moon
- 2012: The L.A. Complex (Fernsehserie, eine Folge)
- 2012: Transporter: Die Serie (Fernsehserie, eine Folge)
- 2013: The Next Step (Fernsehserie, eine Folge)
- 2013–2017: Murdoch Mysteries (Fernsehserie, zwei Folgen)
- 2014: Bullet-Headed (Kurzfilm)
- 2014: Best Christmas Party Ever (Fernsehfilm)
- 2015: Barn Wedding
- 2015: Crimson Peak
- 2015: As I Like Her (Kurzfilm)
- 2015: Satisfaction (Kurzfilm)
- 2016: The Girlfriend Experience (Fernsehserie, eine Folge)
- 2016: Can't Close a Painted Eye (Kurzfilm)
- 2016: Dark Matter (Fernsehserie, eine Folge)
- 2016: 3-Way (Not Calling) (Kurzfilm)
- 2016: Cherry (Kurzfilm)
- 2017: Come Back (Kurzfilm)
- 2017–2024: Star Trek: Discovery (Fernsehserie, 51 Folgen)
- 2018: Designated Survivor (Fernsehserie, eine Folge)
- 2019: Barbara-Anne (Kurzfilm)
- 2019: Goliath
- 2020: Eros (Kurzfilm)
- 2020: Hazy Little Thing
- 2020: Canadian Film Fest Presented by Super Channel (Fernsehserie, eine Folge)
- 2020: Dear Jesus (Kurzfilm)
- 2021: Clarice (Fernsehserie, zwei Folgen)
- 2021: Growbies (Fernsehserie, 26 Folgen)

Als Drehbuchautorin
- 2015: Barn Wedding (Story)

Als Produzentin
- 2015: Barn Wedding

## Musicalrollen (Auswahl)
- 2013: Where's My Money? (Celeste) - Toronto Theater[5]